# Frank Drebin
Luitenant Frank Drebin (volledige titel Sergeant Frank Drebin, Detective Lieutenant Police Squad) is een personage uit de televisieserie Police Squad! en de The Naked Gun-filmreeks. Hij wordt gespeeld door acteur Leslie Nielsen.

## Biografie
Er is niet veel bekend over Frank Drebins verleden. Hij is in de films en televisieseries al vele jaren werkzaam bij een speciaal politieteam, waar hij bekendstaat als een van de beste agenten/detectives. In werkelijkheid is hij echter een blunderende idioot die meestal door toevalligheden een zaak oplost en niet door schijnt te hebben wat er om hem heen gebeurt. Hij werkt altijd samen met kapitein Ed Hocken en Nordberg.
In de eerste Naked Gun-film kreeg Frank een relatie met Jane Spencer, die toen nog werkte voor de schurk Vincent Ludwig. De relatie kende voor- en tegenspoed. In de derde film waren ze getrouwd en kregen ze aan het eind ook een kind. Zijn volwassen zoon staat in de film The Naked Gun uit 2025 centraal en neemt zijn stokje over.

## Personage
Er zijn duidelijke verschillen tussen hoe Frank Drebin in de televisieserie wordt neergezet en hoe hij in de film is. In de televisieserie is hij meer een competent en minder een humoristisch personage. Hij was in de televisieserie bedoeld als een parodie op de traditionele serieuze agenten uit televisieseries. Zijn personage was dan ook een tegenhanger van de chaos die altijd om hem heen ontstond.
In de films werd Franks personage meer zoals het eveneens fictieve personage Maxwell Smart. In de films werd hij een komisch en stuntelig iemand, die zelf voortdurend de chaos veroorzaakte.

## Trivia
- Franks volledige titel is geen echte titel maar een combinatie van drie wel bestaande titels (sergeant, luitenant en detective). Er bestaat wel zoiets als een Detective Sergeant en Detective Lieutenant. Franks titel is hier een parodie op.
- In de eerste film werd onthuld dat Frank van Nederlands-Ierse afkomst is. Dezelfde film sprak dit echter ook tegen door te melden dat Franks vader uit Wales komt.
- Franks Drebins woon- en werkplaats, alsmede die van zijn collega's, verschillen nogal eens per serie of per film. De serie speelt zich af in Chicago, terwijl de eerste en de derde film zich afspelen in Los Angeles en de tweede film in Washington D.C..